# Osztrigás Mici (bohózat)
Az Osztrigás Mici Georges Feydeau 1899-ben bemutatott bohózata. Eredeti címe: La Dame de chez Maxim – "A hölgy a Maximból", a címszereplő francia neve: La Môme Crevette – "A (Kis) Garnélarák(ocska)". Újabb változatként az eredeti címet is használják: Egy hölgy a Maximból.

## Történet
(A következő szöveg korabeli, XIX. századi nyelvi stílussal és helyesírással íródott, így némileg eltér a mai változattól): „A Vígszínháznak egy franczia bohózat: «Osztrigás Miczi» az újdonsága; irta Feydeau Georges, fordította Béldi Izidor. A Vígszínház nagyon szereti a borsos dolgokat, de ennél borsosabbat még nem adott. Feydeau vaskos bohósága Parisban nagyon tetszett s máig is játsszák. Ügyesen van szőve, van benne mulattató, hanem triviális, a mennyire csak rendőri felügyelet alatt álló színházban triviáliskodni lehet. Hősnője valami mulatóhely tánczosnője, a ki egy jól becsípett orvossal az orvos barátja, Petypon lakásába jut. Nehogy Petypon felesége meglássa, ott bujkál az ágyban, majd alakoskodik, aztán hogy az asszony elmegy onnan hazulról, Petyponnénak nézik az idegenek. Egy tábornok nagyon megszereti a Petyponnénak vélt Miczit, vidékre is meghívja az urával együtt. Miczi el is megy, mert a vidéken egy régi ismerősével akar találkozni. Ott aztán feltűnően viseli magát, de azt hiszik, hogy az párisi divat s mindenki utánozza, ő pedig merész oktatásokat ad az asszonyoknak és különös nótákat énekel. Végre a tábornok elviszi magával Afrikába. Az előadás sok nyerseséggel bánt a sikamlós helyekkel. Delli Emma (Miczi) igyekezett enyhíteni és Nikó Lina, a kellő érzékű komika. Haraszti Hermin, Hegedűs, Szatmári Árpád, Gál, Góth, Tapolczai, Balassa, Gyöngyi stb., tehát a színház javarésze vesz részt az előadásban.”

## Szereplők
- Osztrigás Mici
- dr. Petypon
- Petypon tábornok
- Petyponné
- Mongicourt
- Corignon
- Herceg
- Marollier
- Étienne
- Le balayeur
- Abbé
- Chamerot
- Sauvarel
- Guérissac
- Varlin
- Émile
- 3ème officier
- Vidauban
- Tournoy
- Vidauba-né
- Sauvarelné
- Clémentine
- Valmonté hercegnő
- Ponant-né
- Claux-né
- Virette-né
- Hautignolné
- Bárónő
- Tournoy-né

## Alkotók
- Georges Feydeau – szerző

## Feldolgozások
1983-ban a Magyar Televízió a Zenés TV színház sorozatban elkészített egy tévéjátékot Heltai Jenő fordításában, Fényes Szabolcs zenéjével, Galambos Erzsi címszereplésével Horváth Ádám rendezésében.

## Híres Osztrigás Micik
- Delli Emma (1899; az első Mici)
- Varsányi Irén
- Ruttkai Éva
- Galambos Erzsi (1983)
- Hernádi Judit (1995)
- Kerekes Éva (1996)
- Sajgál Erika (2008)